# Ivo Škopljanac
Ivo Škopljanac (3. kolovoza 1950. – 9. srpnja 2013.) je bio hrvatski športski novinar i izvjestitelj Hrvatskog radija. Umro je 9. srpnja 2013. u Zagrebu.
Počeo je raditi s 22 godine kao tehničar-snimatelj na tadašnjem Radiju Zagreb. Urednik Matija Mazele(Mićo) ubrzo ga je primio u sportsku redakciju, u kojoj je na kraju ostao više od tri desetljeća, sve do umirovljenja u kolovozu 2012. godine.
Izvještavao je s Olimpijskih igara u Barceloni i Sarajevu, Mediteranskih igara u Splitu i Casablanci, brojnih europskih i svjetskih odbojkaških prvenstava, a prenosio je i finalnu utakmicu Kupa europskih košarkaških prvaka 1990. godine između Jugoplastike i Barcelone u Zaragozi.
Ljubitelji sporta ga pamte po osebujnim prijenosima nogometnih utakmica, kojima je davao poseban ton i dodatni reporterski šarm. Zbog toga Ivo Škopljanac — Seka kako su ga kolege zvali, uz jednostavnost koju je toliko volio, zauvijek ostaje u neizbrisivom sportskom sjećanju. Slušatelji sportskih prijenosa znali su ga samo po glasu, bio je jedan od zaštitnih znakova sportskog radijskog programa i kada je tadašnji republički radio, prethodnica Hrvatskog radija, na adresi Šetalište Karla Marxa bio Radio Zagreb.
Bio je u braku s bivšom hrvatskom premijerkom Jadrankom Kosor, koja je prije nego što se počela baviti politikom, bila radijska novinarka.